# Njukža
La Njukža (in russo Нюкжа?) è un fiume della Russia siberiana orientale, affluente di destra dell'Olëkma. Scorre nel Tungiro-Olëkminskij rajon del Territorio della Transbajkalia e nel Tyndinskij rajon dell'Oblast' dell'Amur.

## Descrizione
Il fiume ha origine dalle pendici sud-orientali dei monti Njukžinskij a un'altezza di circa 1 300 metri. Sfocia nell'Olëkma ad una distanza di 631 chilometri dalla sua foce. La lunghezza del fiume è di 583 km, l'area del suo bacino è di 14 700 km². La copertura del ghiaccio avviene solitamente dalla metà di ottobre sino alla fine di maggio. Il suo maggior affluente (da sinistra) è il Lopča, lungo 243 km.